# Ophiopogon jiangchengensis
Ophiopogon jiangchengensis är en sparrisväxtart som beskrevs av Y.Y.Qian. Ophiopogon jiangchengensis ingår i släktet Ophiopogon och familjen sparrisväxter. Inga underarter finns listade i Catalogue of Life.